# Чарлик, Генри
Ге́нри Ча́рлик (англ. Henry Charlick, 8 июля 1845, Лондон — 26 июля 1916, Аделаида) — австралийский шахматист, мастер, один из сильнейших шахматистов Австралии 1880-х годов, чемпион Австралии 1887 года, вице-чемпион Австралии 1888 года.

## Биография
Родился в лондонском районе Тоттенхем. Родители — Ричард Чарлик (умер в 1868 году) и Джанет Чарлик (в девичестве Уилсон, умерла в 1876 году). В 1849 году семья переехала в Австралию.
Познакомился с шахматами в возрасте 15 лет во время учебы в Аделаидском механическом институте. Вскоре стал одним из сильнейших шахматистов Аделаиды. В 18 лет мог играть вслепую против двух соперников. Внес большой вклад в организацию первого матча между штатами Виктория и Южная Австралия.
В 1885 году во время гастролей Дж. Блэкберна сыграл с ним 2 партии в сеансе с результатом 1½ : 0½ (в сеансе играли более 20 человек).
Победил во 2-м чемпионате Австралии (Аделаида, 1887 г.; 7½ из 9, впереди Ф. Эслинга и Дж. Госсипа). В 3-м чемпионате Австралии (Мельбурн, 1888 г.) поделил 1—2 места с У. Крейном из Нового Южного Уэльса (6 из 7, впереди У. Таллиджа), но проиграл ему дополнительный матч со счетом 1½ : 2½ (+1-2=1).
Отошел от активной практики в середине 1890-х гг., поскольку не выдерживал конкуренции со стороны молодых игроков.
Много лет был секретарем Аделаидского шахматного клуба (президентом был промышленник А. М. Симпсон). Вел шахматный отдел в газете «Adelaide Observer» (сейчас «South Australian Register»), также работал в экономическом отделе этого издания.
В 1869 году женился на Джейн Коннорс. Дети: Генри Уолтер (1870—1940), Лесли Стэнфорд (1876 — ?), Рэймонд (1883—1950), Элла (1881—1947), Джеффри (1884—1927, был тяжело ранен на I Мировой войне, покончил с собой, выпив лизол), Элис (1888—1965). Сын Рэймонда Джеффри Рэймонд Чарлик был известным в Австралии ученым-лингвистом.

## Вклад в теорию дебютов
Ввёл в практику экстравагантный дебют 1. d4 e5, который сейчас на Западе назван его именем. В России его называют именем шведского мастера Ф. Энглунда.

## Спортивные результаты
| Год  | Город    | Соревнование                                                          | + | − | = | Результат | Место |
| ---- | -------- | --------------------------------------------------------------------- | - | - | - | --------- | ----- |
| 1868 |          | Матч по телеграфу Аделаидский ШК — Мельбурнский ШК (против Л. Эллиса) | 0 | 1 | 0 | 0 из 1    |       |
| 1887 | Аделаида | Чемпионат Австралии                                                   | 6 | 0 | 3 | 7½ из 9   | 1     |
| 1888 | Мельбурн | Чемпионат Австралии                                                   | 5 | 0 | 2 | 6 из 7    | 1—2   |
| 1894 | Аделаида | Матч Аделаида — Анли (против Г. У. Эпперли)                           | 1 | 0 | 0 | 1 из 1    |       |
| 1895 |          | Матч по телеграфу Западная Австралия — Виктория (против А. Уоллеса)   | 0 | 1 | 0 | 0 из 1    |       |